# Hurum
Hurum este o comună din provincia Buskerud, Norvegia.